# Johann Matthäus Jäger
Johann Matthäus Jäger (* 16. Juni 1803 in Oberschönau im Landkreis Schmalkalden-Meiningen; † 16. September 1879 ebenda) war ein deutscher Bürgermeister und Mitglied der kurhessischen Ständeversammlung.

## Leben
Johann Mathäus Jäger bekleidete in seinem Heimatort das Amt des Bürgermeisters und erhielt 1855 für den Wahlkreis Schmalkalden (Land) ein Mandat für die Zweite Kammer der kurhessischen Ständeversammlung (15. Landtag).